# Robert Nelles

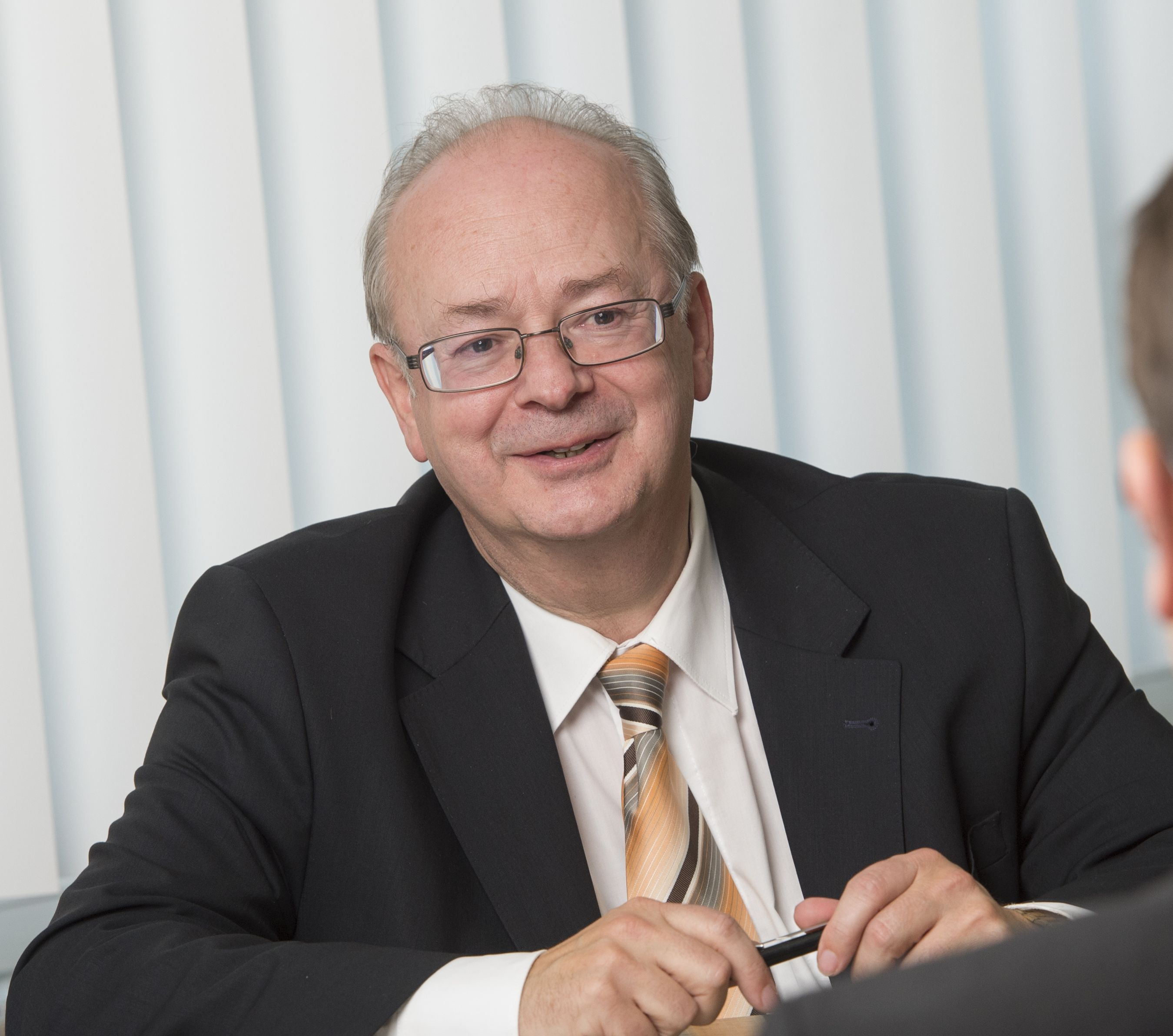
Robert Nelles

Robert Nelles (* 23. Januar 1958 in Sankt Vith) ist ein belgischer Politiker der deutschsprachigen Christlich Sozialen Partei (CSP). Er war Spitzenkandidat der CSP für die Wahlen zum Parlament der Deutschsprachigen Gemeinschaft am 25. Mai 2014. Seit Juni 2014 ist er Mitglied des Parlaments der Deutschsprachigen Gemeinschaft.

## Leben
Robert Nelles studierte Philosophie an der Katholischen Universität Neu-Löwen (UCL) und schloss sein Studium im Jahr 1980 mit einer Lizenz ab. Von 1980 bis 1982 arbeitete er als Lehrer für Geschichte, Latein und Französisch am Königlichen Athenäum Sankt Vith.
Nach seiner Militärzeit war er als Mitarbeiter bei der CSP-Fraktion am Parlament der Deutschsprachigen Gemeinschaft beschäftigt. Von 1986 bis 1988 wechselte er in das Kabinett des damaligen Ministerpräsidenten der Wallonischen Region, Melchior Wathelet. Ab 1988 war er Leiter der Abteilung Außenhandel im Kabinett des Ministers Albert Liénard.
Danach war Nelles als selbstständiger Unternehmensberater tätig.
Im Jahr 1991 wechselte Nelles zum Arbeitsamt FOREM der Wallonischen Region (Zentralverwaltung in Brüssel und Charleroi). Dort war er erster Berater für die Belange der Deutschsprachigen Gemeinschaft und bereitete die Übertragung des Kompetenzbereichs Beschäftigung an die Deutschsprachige Gemeinschaft vor. Beim FOREM war Nelles ebenfalls zuständig für den Bereich Strategie, Organisation und Entwicklung.
Nach der Übertragung der Kompetenz Beschäftigung an die DG wurde Nelles leitender Beamter des Arbeitsamtes der Deutschsprachigen Gemeinschaft.
Im Oktober 2013 gab Robert Nelles seine Kandidatur als Ministerpräsidenten-Kandidat auf der Liste der CSP zum Parlament der Deutschsprachigen Gemeinschaft bekannt. Seit Juni 2014 ist er Mitglied des Parlaments der Deutschsprachigen Gemeinschaft.
Nelles ist verheiratet und Vater eines Kindes. Er lebt in Büllingen.

## Übersicht der Aktivitäten und Ämter
Robert Nelles war als Jugendlicher Mitglied und Leiter bei der CHIRO-Jugendbewegung Sankt Vith. Als Student war er Mitglied und Präsident der Studentenvereinigung Eumavia in Neu-Löwen.
In den 80er und 90er Jahren war Nelles Sektionspräsident der CSP-Lokalsektionen Sankt Vith/Burg-Reuland sowie Büllingen.
Von 1986 bis 1991 war Nelles Präsident und Mitglied des BRF-Verwaltungsrates.
Robert Nelles ist aktuell Direktionsmitglied der Wirtschaftsförderungsgesellschaft (WFG) sowie Vizepräsident der Ostbelgieninvest (OBI).